# Cicia Airport
Cicia Airport är en flygplats i Fiji.   Den ligger i divisionen Östra divisionen, i den västra delen av landet, 240 km väster om huvudstaden Suva. Cicia Airport ligger 8 meter över havet. Den ligger på ön Cicia Island.
Terrängen runt Cicia Airport är platt. Havet är nära Cicia Airport västerut.